# State Parks in Louisiana
Der US-Bundesstaat Louisiana unterhält 22 State Parks (Stand: März 2011). Die State Parks in Louisiana werden vom Louisiana Department of Culture, Recreation and Tourism verwaltet.

## Geschichte
Die Geschichte des Louisian-State-Park-Systems begann 1934, als das Parlament des Bundesstaates die State Parks Commission of Louisiana gründete.
2002 besuchten mehr als 2 Millionen Besucher die Louisiana state parks.

## Heutige Parks
| Name des Parks                     | Parish, in dem der Park liegt |
| ---------------------------------- | ----------------------------- |
| Bayou Segnette State Park          | Jefferson Parish              |
| Bogue Chitto State Park            | Washington Parish             |
| Chemin-A-Haut State Park           | Morehouse Parish              |
| Chicot State Park                  | Evangeline Parish             |
| Cypremort Point State Park         | St. Mary Parish               |
| Fairview-Riverside State Park      | St. Tammany Parish            |
| Fontainebleau State Park           | St. Tammany Parish            |
| Grand Isle State Park              | Jefferson Parish              |
| Hodges Gardens State Park          | Sabine Parish                 |
| Jimmie Davis State Park            | Jackson Parish                |
| Lake Bistineau State Park          | Webster Parish                |
| Lake Bruin State Park              | Tensas Parish                 |
| Lake Claiborne State Park          | Claiborne Parish              |
| Lake D’Arbonne State Park          | Union Parish                  |
| Lake Fausse Pointe State Park      | Iberia Parish                 |
| North Toledo Bend State Park       | Sabine Parish                 |
| Palmetto Island State Park         | Vermilion Parish              |
| Poverty Point Reservoir State Park | Richland Parish               |
| St. Bernard State Park             | St. Bernard Parish            |
| Sam Houston Jones State Park       | Calcasieu Parish              |
| South Toledo Bend State Park       | Vernon Parish                 |
| Tickfaw State Park                 | Livingston Parish             |

## Übersicht über ehemalige Parks
| Früherer Name                                      | Parish             |
| -------------------------------------------------- | ------------------ |
| Caney Creek Lake State Park                        | Jackson Parish     |
| Lake Bruin Wayside Park                            | Tensas Parish      |
| Sam Houston State Park                             | Calcasieu Parish   |
| Tchefuncte State Park and Conservation Reservation | St. Tammany Parish |